# Gilbert Mottard
Gilbert Mottard (Hollogne-aux-Pierres, 10 oktober 1926 – Grâce-Hollogne, 21 februari 2011)
was een Belgisch PS-politicus en Waals militant. 

## Levensloop
Mottard was maatschappelijk assistent. In 1952 werd hij gekozen tot gemeenteraadslid van Hollogne-aux-Pierres en werd er onmiddellijk burgemeester (1953-1970), de jongste van het land van dat moment. In 1971 werd hij de eerste burgemeester van de nieuwe fusiegemeente Grâce-Hollogne. 
Hij was ondervoorzitter van de Mouvement Populaire Wallon en vervolgens ook voorzitter van deze beweging in het arrondissement Luik. 
In 1968 werd hij socialistisch volksvertegenwoordiger voor het arrondissement Luik, een mandaat dat hij tot in 1971 vervulde.
In 1971 nam hij ontslag als parlementslid en burgemeester en werd gouverneur van de provincie Luik tot in 1990. Tussen 1990 en 1992 was hij minister van Pensioenen in de regering-Martens VIII en de regering-Martens IX. Mottard was een vertrouweling van André Cools.
Hij was getrouwd met Gilberte Evrard (1932-2007), schepen van Luik. Hij overleed op 84-jarige leeftijd op 21 februari 2011. Zijn zoon uit een eerste huwelijk, Maurice Mottard, is sinds 1 januari 1995 burgemeester van Grâce-Hollogne en was een paar maal lid van het Waals Parlement.  Ook zijn grootvader en vader waren actief in de politiek voor de Parti Ouvrier de Belgique.

## Publicaties
- Adieu à une activité plusieurs fois séculaire, la houillerie Liègeoise, Luik, 1976.
- Deuxième millenaire, an un: discours d'ouverture, Luik, 1979.
- Des administrations et des hommes dans la tourmente. Liège 1940-1944, Brussel, Gemeentekrediet, 1987.
- Histoire de Hollogne-aux-Pierres au XXe siècle.
- Ministre en fin, 1992.
- Je n'étais pas fait pour cela — 50 ans de vie politique à Liège et ailleurs, 1997.